# Jessica Lange
Jessica Lange (n. 20 aprilie 1949, Cloquet⁠(d), Minnesota, SUA) este o actriță americană de film laureată a două premii Oscar și patru Globuri de Aur, precum și unul din câștigătorii ai Triple Crown of Acting. Prima ei apariție cinematografică din 1976 în pelicula King Kong, a fost remarcată și premiată ca atare în 1977, cu Golden Globe pentru debut.

## Filmografie
- 1981 Poștașul sună întotdeauna de două ori (The Postman Always Rings Twice), regia Bob Rafelson : Cora Papadakis
- 1982 Frances, regia Graeme Clifford
- 1982 Pământ la țară (Country), regia Richard Pearce
- 1985 Visuri dragi	(Sweet Dreams), regia Karel Reisz : Patsy Cline
- 1997 Ferma din IowaSecrete de familie (A Thousand Acres), regia Jocelyn Moorhouse
- 1994 Cerl albastru (Blue Sky), regia Tony Richardson
- 1989 Music Box, regia Costa-Gavras
- 1982 Tootsie, regia Sydney Pollack
- 1976 King Kong (King Kong), regia John Guillermin
- 1991 Promontoriul groazei (Cape Fear), regia Martin Scorsese : Leigh Bowden
- 1992 Singur în cartierul boxerilor (Night and the City), regia Irwin Winkler : Helen Nasseros
- 1995 Regăsirea fiului	(Losing Isaiah), regia Stephen Gyllenhaal : Margaret Lewin
- 1995 Rob Roy, regia Michael Caton-Jones :	Mary MacGregor
- 1998 Cântec de leagăn	(Hush), regia Jonathan Darby : Martha Baring
- 1998 Verișoara Bette (Cousin Bette), regia Des McAnuff : verișoara Bette
- 2001 Generația Prozac (Prozac Nation), regia Erik Skjoldbjærg : Mrs. Wurtzel
- 2003 Peștele cel mare	(Big Fish), regia Tim Burton : Sandra Bloom
- 2013 In Secret, regia	Charlie Stratton : Madame Raquin
- 2014 The Gambler, regia Rupert Wyatt : Roberta
- 2022 Marlowe, regia [[Neil Jordan	Dorothy]] : Quincannon

## Televiziune
- 2011-2018 Povești de groază americane (American Horror Story), serial TV